# الضيعة (اب)

تعديل مصدري - تعديل

الضيعة محلة تابعة لقرية حفاف، التابعة لعزلة المفتاح الاعلى بمديرية النادرة إحدى مديريات محافظة إب في الجمهورية اليمنية، بلغ تعداد سكانها 52 حسب تعداد اليمن لعام 2004.